# Ernst Voges (Politiker)
Ernst Voges (* 7. November 1892 in Magdeburg; † 14. Mai 1966 in Berlin) war ein deutscher Politiker (SPD).
Ernst Voges besuchte eine Volksschule und machte eine Lehre als Maschinenbauer. Anschließend besuchte er eine Technische Gewerbeschule und studierte ab 1910 Allgemeinen Maschinenbau. Im Ersten Weltkrieg war er Soldat. Ab 1918 arbeitete Voges als Konstrukteur und übernahm später den väterlichen Betrieb. 1921 trat er der SPD bei.
Nach dem Zweiten Weltkrieg wurde Voges bei der Berliner Wahl 1950 in die Bezirksverordnetenversammlung im Bezirk Reinickendorf gewählt. Bei der Wahl 1958 wurde er in das Abgeordnetenhaus von Berlin gewählt, dem er bis 1963 angehörte.